# Candelas blå
Candelas blå är ett studioalbum från 1994 av det svenska dansbandet Candela.
Albumet innehöll bandets stora genombrottshitlåt "När du ser på mig", som efter att i januari 1994 ha korats till 1993 års framgångsrikaste melodi på Skånetoppen, toppade Svensktoppen i februari 1994  även spelades in på tyska som "Schau mir ins Gesicht" i samband med att bandet medverkade i ZDF:s "Sonntagskonzert" i mars 1994 .
Låten "Viva! Fernando Garcia" skickades in till svenska Melodifestivalen, men fick nej . Låten vann i stället TV 3:s alternativa Schlager-SM 1994 . I stället blev låten en stor hit på Svensktoppen, där den låg i åtta veckor under perioden 14 maj-2 juli 1994 . Låten tolkades 1996 även av Sanna Nielsen på albumet Silvertoner .
I maj 1995 fick bandet in "Nätterna med dig" på Svensktoppen .

## Låtlista
(låtskrivare inom parentes)
1. Du finns i mina tankar (I. Ebbesson)
2. På solokvist (D. Stråhed)
3. Nätterna med dig (J. Thunqvist - K. Svenling)
4. Viva! Fernando Garcia (B. Månsson - K. Svenling)
5. Det är så lätt att leva livet (T. Hatch - Sven-Olle)
6. Du har fått mig att falla (Only a Fool) (Gebauer - Reilly -Hodgson - Lindfors)
7. En väg till ditt hjärta (P. Bergqvist - H. Backström)
8. Av hela mitt hjärta (B. Månsson - C. Lösnitz)
9. Vikingarnas land (D. Stråhed)
10. En sång om kärleken (J. Öhlund - Å. Lindfors)
11. Väntar på dig (B. Heil)
12. Hanky Panky (Madonna L Ciccione - Patrick Leanard)
13. När du ser på mig (B. Heil)
14. Blott du och jag (Dej og mej) (G. Keller - K. Heik- P. Hermansson)

### Fotnoter
1. 1 2  Candela - Historik Arkiverad 11 september 2011 hämtat från the Wayback Machine.
2. 1 2  Svensktoppen - 1994
3. ↑  ”Poplight 21 februari 2010 - Miss av MF-juryn? Lyssna på Bengtzing och Velvets ratade bidrag”. Arkiverad från originalet den 18 augusti 2010. https://web.archive.org/web/20100818033028/http://poplight.zitiz.se/artikel/miss-av-mf-juryn-lyssna-pa-bengtzing-och-velvets-ratade-bidrag. Läst 26 september 2010.
4. ↑  ”Poplight 27 december 2008 - Skärpning SVT angående melodifestivalssajten”. Arkiverad från originalet den 25 maj 2012. https://archive.is/20120525154804/http://poplight.zitiz.se/artikel/skaerpning-svt-angaende-melodifestivalssajten. Läst 25 maj 2012.
5. ↑  Information i Svensk mediedatabas.
6. ↑  Svensktoppen - 1995